# Ockelbo församling
Ockelbo församling är en församling i Gästriklands kontrakt i Uppsala stift. Församlingen utgör ett eget pastorat och omfattar hela Ockelbo kommun i Gävleborgs län.

## Administrativ historik
Församlingen har medeltida ursprung under namnet Ugglebo församling som namnändrades till det nuvarande 1 juni 1883. 1797 utbröts Åmots församling. 2000 uppgick Åmots och Lingbo församlingar i Ockelbo församling.
Den 1 januari 1947 (enligt beslut den 1 juni 1945) överfördes från Ockelbo församling till Järbo församling den obebodda fastigheten Lenåsen 1:2 omfattande en areal av 0,02 km², varav allt land.

### Pastorat
Församlingen utgjorde till 1797 ett eget pastorat, för att vid den tidpunkten utbryta Åmots församling och till 2000 vara moderförsamling i pastoratet Ockelbo och Åmot som 1974 utökades med Lingbo församling. År 2000 uppgick Åmots och Lingbo församlingar i Ockelbo församling som från den tidpunkten utgör ett eget pastorat.

## Areal
Ockelbo församling omfattade den 1 januari 1952 en areal av 697,98 km², varav 648,98 km² land. Efter nymätningar och arealberäkningar färdiga den 1 januari 1958 omfattade församlingen den 1 januari 1961 en areal av 728,54 km², varav 680,48 km² land.

## Organister
| Ämbetstid | Namn                | Levnadstid | Övrigt    |
| --------- | ------------------- | ---------- | --------- |
| 1926–1964 | Jonas Adolf Embreus | 1901–      | Organist. |

## Befolkningsutveckling
| Befolkningsutvecklingen i Ockelbo församling 1810–1990                                                   | Befolkningsutvecklingen i Ockelbo församling 1810–1990 | Befolkningsutvecklingen i Ockelbo församling 1810–1990 | Befolkningsutvecklingen i Ockelbo församling 1810–1990 | Befolkningsutvecklingen i Ockelbo församling 1810–1990 |
| --- | ------------------------------------------------------ | ------------------------------------------------------ | ------------------------------------------------------ | ------------------------------------------------------ |
| |                                                        |                                                        |                                                        |                                                        |
| År |                                                        |                                                        | Folkmängd                                              |                                                        |
| 1810 | 1810                                                   |                                                        | 2 922                                                  |                                                        |
| 1820 | 1820                                                   |                                                        | 3 102                                                  |                                                        |
| 1830 | 1830                                                   |                                                        | 3 438                                                  |                                                        |
| 1840 | 1840                                                   |                                                        | 3 745                                                  |                                                        |
| 1850 | 1850                                                   |                                                        | 4 129                                                  |                                                        |
| 1860 | 1860                                                   |                                                        | 4 684                                                  |                                                        |
| 1870 | 1870                                                   |                                                        | 4 777                                                  |                                                        |
| 1880 | 1880                                                   |                                                        | 5 532                                                  |                                                        |
| 1890 | 1890                                                   |                                                        | 6 408                                                  |                                                        |
| 1900 | 1900                                                   |                                                        | 7 212                                                  |                                                        |
| 1910 | 1910                                                   |                                                        | 7 857                                                  |                                                        |
| 1920 | 1920                                                   |                                                        | 8 262                                                  |                                                        |
| 1930 | 1930                                                   |                                                        | 8 110                                                  |                                                        |
| 1940 | 1940                                                   |                                                        | 7 070                                                  |                                                        |
| 1950 | 1950                                                   |                                                        | 6 585                                                  |                                                        |
| 1960 | 1960                                                   |                                                        | 6 099                                                  |                                                        |
| 1970 | 1970                                                   |                                                        | 5 295                                                  |                                                        |
| 1980 | 1980                                                   |                                                        | 5 359                                                  |                                                        |
| 1990 | 1990                                                   |                                                        | 5 328                                                  |                                                        |
| Anm: Källor: Umeå universitet - Tabellverket 1749-1859, Demografiska databasen, CEDAR, Umeå universitet. |                                                        |                                                        |                                                        |                                                        |

## Kyrkor
- Ockelbo kyrka
- Åmots kyrka
- Lingbo kyrka
- Jädraås kyrksal ej längre använd